# Dəliməmmədli
Dəliməmmədli (auch Dälimämmädli, Dalimamedli von russisch Далимамедли, veraltet Dalmamedli von Дальмамедли) ist eine Stadt im Westen von Aserbaidschan.

## Geografie
Sie liegt im Rayon Goranboy, etwa 20 km nordwestlich des Rayonsitzes Goranboy und 18 km östlich der Großstadt Gəncə.
Die Einwohnerzahl beträgt 5.700 (Stand: 2021). 2014 hatte die Stadt etwa 5300 Einwohner.

## Geschichte
1883 erhielt der Ort Anschluss an die Eisenbahn.
Der frühere Sitz eines Dorfsowjets erhielt am 19. Juli 1958 den Status einer Siedlung städtischen Typs und 1991 die Stadtrechte.

## Verkehr
Durch Dəliməmmədli verläuft die Fernstraße M2.
Dəliməmmədli hat einen Bahnhof an der Bahnstrecke Poti–Baku, hier von der Azərbaycan Dövlət Dəmir Yolu betrieben.

## Söhne und Töchter der Stadt
- Dadaş Rzayev, ehemaliger Verteidigungsminister Aserbaidschans